# Debora
Debora, op. 41, és una òpera en tres actes del compositor txec Josef Bohuslav Foerster sobre un llibret de Jaroslav Kvapil, basat en Deborah de Salomon Hermann Mosenthal. Va ser estrenada el 7 de gener de 1893 al Teatre Nacional de Praga.